# اینز دایرز
اینز دایرز (آلمانی: Ines Diers؛ زادهٔ ۲ نوامبر ۱۹۶۳) شناگر اهل آلمان شرقی است.